# Let's Stay Friends
Let's Stay Friends è il quarto album integrale di Les Savy Fav. È stato pubblicato il 18 settembre 2007. L'album era al 5º posto negli album NME della lista dell'anno, al 16 ° posto nella lista dei 50 migliori album del Rolling Stone del 2007 e al 44º posto nella lista dei Pitchfork.
Il brano Raging in the Plague Age è presente nel videogioco Grand Theft Auto IV sulla stazione radio immaginaria Radio Broker.

## Tracce
1. Pots & Pans – 2:38
2. The Equestrian – 3:27
3. The Year Before the Year 2000 – 2:26
4. Patty Lee – 3:51
5. What Would Wolves Do? – 2:56
6. Brace Yourself – 4:13
7. Raging in the Plague Age – 2:43
8. Slugs in the Shrubs – 2:40
9. Kiss Kiss Is Getting Old – 3:18
10. Comes & Goes – 3:01
11. Scotchgard the Credit Card – 3:06
12. The Lowest Bitter – 4:20